# Sede social
Sede social es el término que se utiliza para referirse al lugar desde el que se gestionan y administran asociaciones culturales, deportivas, órganos administrativos y otras organizaciones como embajadas. También se emplea para ciertas figuras contempladas en el derecho canónico.
No debe confundirse con el concepto de domicilio social, ya que este es el lugar donde radica el centro de la actividad, gestión o administración de una sociedad mercantil, el cual debe figurar en los estatutos sociales.
Por tanto, la sede social es una subcategoría específica del domicilio social que sólo poseen algunas empresas.

## Disfunciones del término
En la práctica, domicilio social y sede social se tienden a utilizar indistintamente, como es el caso de algunas empresas que utilizan el concepto de sede social no siendo asociaciones, órganos administrativos, embajadas o sedes de comercio.